# Роксолани (село)
Роксола́ни — село Дальницької сільської громади в Одеському районі Одеської області в Україні. Населення — 1630 осіб.

## Історія

### Ніконій

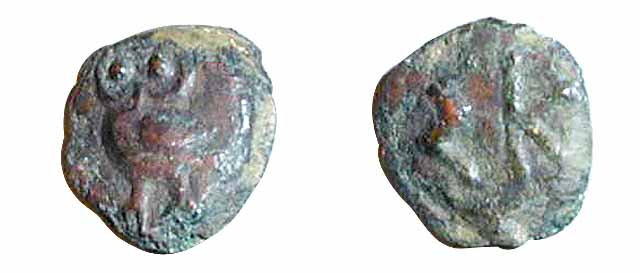
Ніконій‎ські монети

Знаходиться на лівому березі Дністровського лиману біля с. Роксолани Овідіопольського району. На теперішній час значна частина міста знищена водами лиману, збереглася тільки верхня тераса. Розкопані залишки напівземлянок, нечисленних наземних житлових будинків, оборонної стіни, що оточувала місто з півночі, сходу та півдня. У південно-західній частині Ніконія розкрита вулиця, шириною 3,5 м, вимощена річковою галькою і фрагментами кераміки. Місто було засноване переселенцями з Іонії в останній третині VI ст. до н. е. Це був невеликий поліс, який складався із власне міста і близько десятка сільських поселень, що оточували його в архаїчний час. Кількість мешканців на етапі розквіту могло становити не більше ніж півтори-дві тисячі осіб. На схід від Ніконія був роташований його некрополь, що частково зберігся до наших часів. Тут досліджували поховання IV—III ст. до н. е. і перших століть нової ери. Частина з них мала курганні насипи.
Основою економіки Ніконія було землеробство. За даними аерофотозйомки, земельні наділи громадян знаходилися на рівнині на схід і північний схід від Ніконія. Розміри наділів складали від 1 до 4,6 га. Мешканці вирощували просо, ячмінь, пшеницю м'яку, карликову та двозернянку, займалися виноградарством, садівництвом, городництвом. Велике значення мали тваринництво, ремесла, торгівля. Ніконій торгував із містами Іонії, Аттики, острівної Греції, а також центрами Південного, Західного і Північно-Західного Причорномор'я, особливо з Істрією та Ольвією.

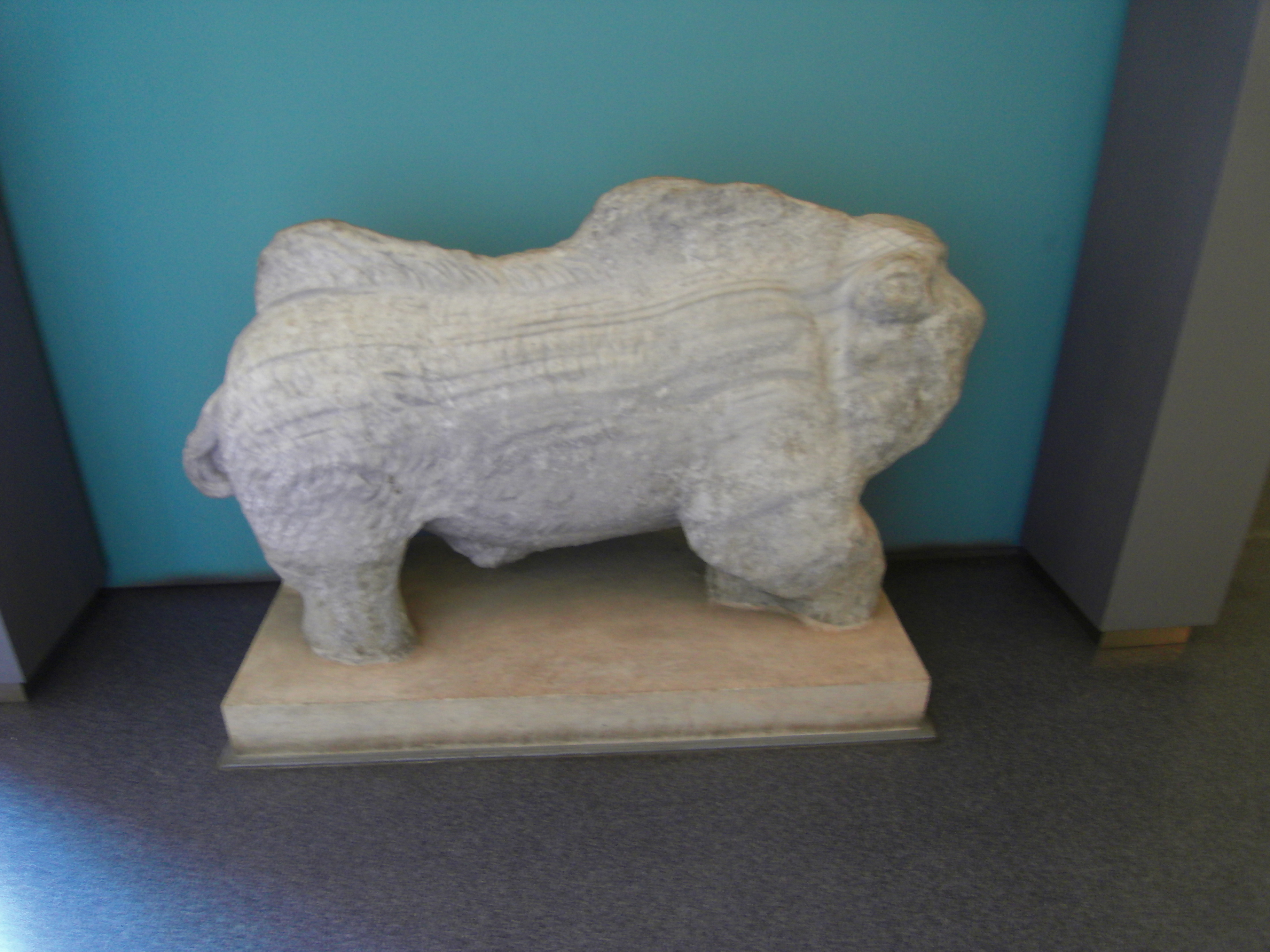
Мармуровий бик з Ніконія, Одеський археологічний музей

Спочатку територія міста була забудована землянковими структурами, які в V—IV ст. до н. е. поступилися місцем звичайним наземним грецьким будинкам, але з підвалами, що було характерно для Північного Причорномор'я в цілому. Вважається, що Ніконій у результаті походу до Північного Причорномор'я ескадри Перікла міг входити до складу Афінського морського союзу. Встановлено, що місто випускало не тільки монети, що наслідують «коліщатка» Істрії, а й литі монети із зображенням сови і колеса та написами, що є скороченням ім'я «Скіл». Вони пов'язані з діяльністю скіфського царя Скіла.
Період розквіту Ніконія припадає на V—IV ст. до н. е. У цей же час будуються й оборонні споруди. Слід зазначити, що тут, як і в Нижньому Побужжі, сільські поселення в першій чверті V ст.
до н. е. припиняють своє існування. Нове заселення сільської округи Ніконія відбувається тільки в IV—III ст. до н. е., але, на думку дослідників, нові мешканці сільської округи були в основному, варварами.
В останній третині IV ст. до н. е. місто піддалося нападу, який, можливо, був пов'язаний із походом Зопіріона — полководця Олександра Македонського — проти скіфів, або із просуванням у Добруджу царя Атея. Вважається, що після руйнування міста внаслідок згаданої навали Ніконій знову відбудували. Життя у поселеннях його хори повністю завмирає до середини ІІІ ст. до н. е. Загалом же, ІІІ–ІІ ст. до н. е. стали часом поступового занепаду міста, який завершили нашестя галатів та інших варварських племен.
В перші століття нової ери життя в Ніконії поновилося, його межі розширилися на південь майже на 1 га. Зафіксовано залишки оборонних споруд цього часу, хоч і менш потужних, аніж у попередній період. Будинки були наземними багатокамерними спорудами, глинобитні стіни яких споруджували на кам'яних фундаментах. Місто залишалося значним торговим центром регіону. Сюди надходили товари з Сінопи, Пергама, Самоса, Сирії, Палестини, Єгипту, західних провінцій Римської імперії. Для некрополя цього часу характерна наявність земляних склепів. Поширюється звичай ховати дітей в амфорах і глеках безпосередньо в будинках, під рівнем підлоги. Остаточно життя в Никонії припиняється приблизно в середині ІІІ ст. н. е.

### Новий час

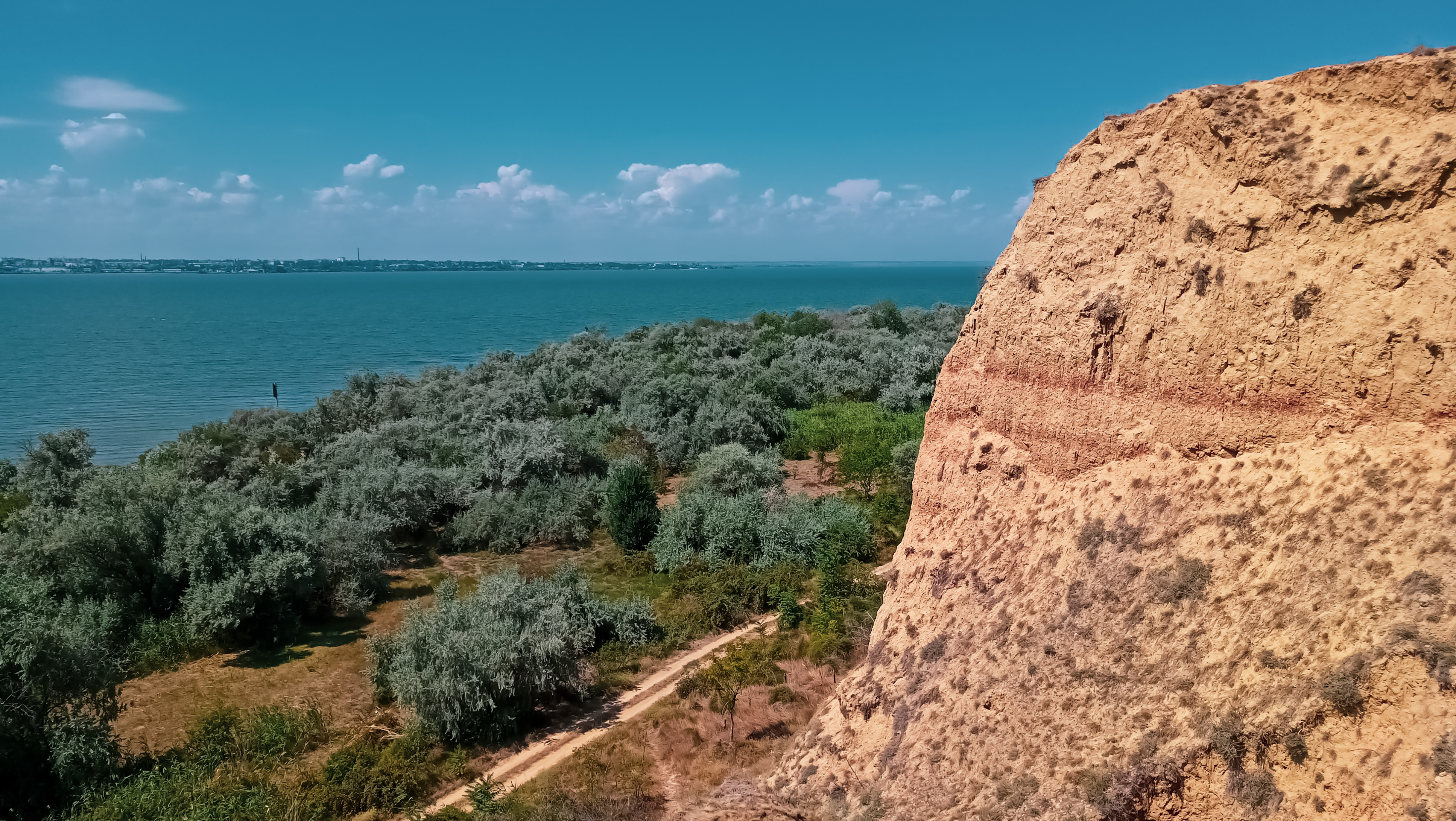
Берег Дністровського лиману в с. Роксолани

До російсько-турецької війни 1768—1774 рр. існувало татарське поселення Ґірибурзина. Напередодні російсько-турецької війни 1787—1791 рр. тут мешкали молдавські і болгарські рибалки. Після 1791 мало назву Бузиновата (Бузинавода), де оселилося 5 сімей козаків Чорноморського козацького війська. З 1792 хутір Бузиновата увійшов до земельної дачі А. М. Грибовського, яку 1802 викупив подільський граф Ігнацій Сцибор-Мархоцький. Після смерті останнього Бузиновата належала сину Ігнація — Каролю. Вперше назва Роксолани (відносно Бузиноватої) вказана в заповіті І.Сцибор-Мархоцького від 14.12.1822 г. В російських документах і джерелах назва Роксолани використовувалася лише з 1856 р.
Станом на 1886 у селі Роксолани Калаглійської волості Одеського повіту Херсонської губернії мешкало 730 осіб, налічувалось 136 дворових господарств, існувала православна церква.
7 (20) листопада 1917 року, відповідно до Третього Універсалу Української Центральної Ради, увійшло до складу Української Народної Республіки. 
Під час організованого радянською владою Голодомору 1932—1933 років померло щонайменше 67 жителів села.
Колишній орган місцевого самоврядування — Роксоланівська сільська рада.
15 липня 2005 року прийнято рішення Дальницької сільської ради вулицю Всеволода Змієнка перейменували на вулицю Дружби. Перейменування визнали скандальним, суперечливим  і неприйнятним. 

## Політика

### Парламентські вибори, 2019
На позачергових парламентських виборах 2019 року у селі функціонувала окрема виборча дільниця № 510705, розташована у приміщенні школи.
Результати
- зареєстровано 1292 виборці, явка 48,30%, найбільше голосів віддано за «Слугу народу» — 51,40%, за «Опозиційну платформу — За життя» — 25,12%, за Всеукраїнське об'єднання «Батьківщина» — 3,61%.[8] В одномандатному окрузі найбільше голосів отримав Сергій Колебошин (Слуга народу) — 38,47%, за Сергія Червачова (самовисування) — 22,22%, за Василя Гуляєва (самовисування) — 22,06%[9].

## Населення
Згідно з переписом УРСР 1989 року чисельність наявного населення села становила 1622 особи, з яких 698 чоловіків та 924 жінки.
За переписом населення України 2001 року в селі мешкало 1626 осіб.

### Мова
Розподіл населення за рідною мовою за даними перепису 2001 року:
| Мова       | Відсоток |
| ---------- | -------- |
| українська | 88,77 %  |
| російська  | 8,34 %   |
| румунська  | 1,53 %   |
| вірменська | 0,74 %   |
| болгарська | 0,37 %   |
| білоруська | 0,06 %   |
| польська   | 0,06 %   |

## Символіка
Герб та прапор с. Роксолани затверджений Рішенням сільської ради від 11 вересня 2009 № 1270-V.
"Щит синій. На ньому коса перев'язь з українським геометричним орнаментом традиційних червоно-чорних фарб на білому рушниковому фоні. У лівому полі золотий козацький хрест, у правому — золоті хлібні колоски і зображення богині родючості Деметри, знайдене в давньогрецькому місті Ніконій, розташованому на півночі с Роксолани.

## Мешканці
В селі народився Степанов Микола Іванович (1937—2003) — український скульптор.